# Eurabia
Pour l’article homonyme, voir Eurabia (revue).

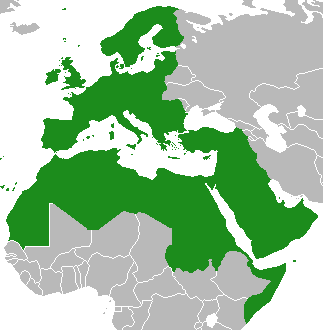
LEurabia putative, constituée de la zone combinée de l'Union européenne et de l'Espace Schengen, des membres et de certains États observateurs de la Ligue Arabe (à l'exception des Comores), ainsi que d'Israël et du Royaume-Uni.

Eurabia, mot-valise de Europe et Arabia, Arabie en anglais, est une théorie complotiste reprise par l'extrême droite,,,, selon laquelle l’Union européenne serait l'instigatrice d’une conspiration visant à faire de l’Europe une colonie islamique. Elle est souvent associée à la théorie du grand remplacement.
Le concept tel qu'élaboré par Bat Ye'or est explicité dans son ouvrage Eurabia : l'axe euro-arabe en 2005. Cet ouvrage est depuis repris par des sites web d'extrême droite ou nationalistes ou encore par le terroriste islamophobe Anders Breivik, qui place le concept conspirationniste d'Eurabia au cœur de son manifeste publié au moment des attentats d'Oslo et d'Utøya.   

## Présentation et origine
L'ouvrage de Bat Ye'or Eurabia : l’axe euro-arabe, édité en 2007 en français, est le livre le plus important de cette théorie ; le titre renvoie à une revue, Eurabia, publiée en France de 1973 à 1989 par le Comité européen de coordination des associations d'amitié avec le monde arabe ; il pointe ainsi une supposée « conspiration dirigée par la France » qui voudrait construire un axe européo-arabe et anti-américain. 
Selon le politologue Gilles Kepel, le mot Eurabia renvoie plus largement au dialogue « euro-arabe » mis en œuvre par la diplomatie gaulliste, et à « la politique arabe de la France », qui avait pour but de maximiser le rôle de la France dans le monde. Bat Ye'or a voulu en faire l'essence d'une politique française et européenne capitulant devant le monde arabe. « La fin des relations franco-israéliennes privilégiées, à la suite de la guerre de 1967, valut à la France d'être l'objet d'un ressentiment particulier de Bat Ye'or – comme des milieux pro-israéliens en général, notamment aux États-Unis ».
Eurabia est donc, par cette référence originelle à la diplomatie gaulliste, « un concept anti-français » : « c'est la France qui est désignée comme le principal instigateur de la politique de « capitulation » face à l'islam », écrit le politologue Jean-Yves Camus. « L'idée d'Eurabia sert à justifier moralement la primauté mondiale incontestée de l'Amérique », ajoute-t-il, « à la condition, bien sûr, que la politique étrangère des États-Unis ne soit pas celle du président Barack Obama, mais  celle de ses adversaires ».

### Association avec le «grand remplacement»
Pour le sociologue Yannick Cahuzac, spécialiste de l'extrême droite sur Internet, la théorie du Grand remplacement développée par l'écrivain d'extrême droite Renaud Camus se rapproche par certains aspects d’Eurabia, développée en 2005 par l'essayiste Bat Ye'or. Pour Cahuzac, « le rejet de l'immigration, particulièrement de l'immigration dite musulmane, s'articule sur les sites les plus radicaux sous les traits de la théorie du complot Eurabia, faisant de l'immigration arabo-musulmane un plan des élites pour arabiser — et aujourd'hui islamiser — l'Occident. Cette théorie rencontre un certain écho dans l'idée du « grand remplacement » théorisée par Renaud Camus, une idée par ailleurs commune dans l'extrême droite depuis 40 ans ». 
Raphaël Liogier, lui aussi, estime que Renaud Camus va jusqu'à promouvoir la thèse du complot musulman contre l’Occident d'Eurabia, initialement confinée à quelques groupes extrémistes puis banalisée par quelques écrivains, dont Camus lui-même, dans son livre Le Grand Remplacement, celui-ci ayant rencontré un vif succès en librairie. La thèse d'origine prédit que la « civilisation arabo-musulmane » fera la conquête de l'Europe grâce à un complot et la complicité des élites européennes.

## Soutiens de la théorie
Cette théorie a été reprise depuis par d'autres auteurs comme Mark Steyn, Oriana Fallaci et Robert Spencer. Elle a été reprise en France par les sites d'extrême droite Riposte laïque, Bloc identitaire et l’Observatoire de l’islamisation. Certains partis politiques européens la défendent, comme le Front national en France, l’Union démocratique du centre en Suisse, le Parti du progrès en Norvège, le Parti libéral en Autriche et UKIP,.
Anders Behring Breivik, auteur des attentats d'Oslo et d'Utøya, souscrit à Eurabia dans son manifeste politique. D'après Jelle van Buuren, expert du Centre for Terrorism and Counterterrorism de l'université de Leyde, l'aspect conspirationniste de cette thèse qui enjoint à une action violente pour « sauver la civilisation » serait une des raisons l'ayant poussé au massacre.
Selon Øyvind Strømmen, journaliste norvégien spécialisé sur l'extrême droite sur Internet, la thèse reprise par Oriana Fallaci en 2004, sur Eurabia « présente l’Union européenne comme le principal instigateur d’un grand complot sinistre visant à faire de l’Europe une colonie islamique ». Pour Strømmen, comme la plupart des théories du complot, il y a un fond de vérité qui concerne dans ce cas le dialogue euro-arabe, mais il note des exagérations systématiques, par exemple : « un simple séminaire littéraire à Venise en 1977 devient l’un des chaînons d’un complot sinistre, et ce uniquement parce qu’il est lié au fameux dialogue euro-arabe. Et peu importe que les sujets discutés lors de ce séminaire traitent de la coopération dans le domaine de la recherche linguistique ou de l’enseignement de la langue, de la littérature et de la culture arabes, ou encore de l’établissement d’un centre permettant aux Européens lisant l’arabe d’avoir accès à des livres ou périodiques dans cette langue ».

## Aspects conspirationnistes
Eurabia a été jugée comme étant une théorie conspirationniste, notamment par Le Nouvel Observateur, qui note sa reprise par l'extrême droite.
Gilles Kepel, spécialiste du monde arabe, parle d'une « vision obsidionale » d'une Europe soumise au monde arabe[réf. nécessaire].
Le politologue Jean-Yves Camus, spécialiste de l'extrême droite et des groupes islamistes radicaux, y voit « une absurdité géopolitique, puisqu'elle nie l'évidence que la situation géographique de l'Europe fait d'elle une zone de contact avec le monde arabo-musulman ». Selon lui, « dans le monde manichéen d’Eurabia, le communisme a été remplacé par l'islam comme ennemi civilisationnel. Comme le communisme, il est un adversaire absolu d'autant plus redoutable qu'il est à la fois un ennemi extérieur (la menace Al-Qaida notamment) et un ennemi de l'intérieur. C'est sans doute ce dernier point qui a les conséquences politiques les plus graves pour la cohésion des sociétés européennes. En effet, les partisans de la théorie d'Eurabia ont bien pour fixation l'islam et non l'islamisme ». Jean-Yves Camus se demande quel sort les partisans d'Eurabia destinent aux musulmans : il n'y aurait, selon ces partisans, « pas d'autre voie pour les musulmans que l'abjuration » de l'islam. Un autre problème théorique posé par la notion d'Eurabia est l'usage des termes « islamo-fascisme » voire « nazislamisme ». « Il s'agit de termes polémiques, dénués de pertinence scientifique » : « le fascisme comme le nazisme ont le culte de l'État total, là où l'islamisme s'accommode très bien du libéralisme économique et de l'État faible voire, dans sa variante radicale, évacue totalement l'impératif de l'État. »
Le sociologue Raphaël Liogier parle d'un « mythe de l’invasion arabo-musulmane ». Du point de vue de l'islamisation, Liogier avance que les conversions à l'islam sont tout aussi faibles aussi bien en France, au Royaume-Uni ou en Allemagne. Avec « 5 000 conversions par an (à peine plus qu’en France ou en Allemagne), il faudrait 6000 ans pour que le Royaume-Uni devienne un pays à majorité musulmane. » Chiffres à comparer à ceux des conversions au christianisme dans le monde, qui sont de 10 000 par jour avec 500 millions de nouveaux adeptes en moins de 100 ans (« la plus rapide progression religieuse de l’histoire »). Par ailleurs, l'Europe a un taux d’accroissement migratoire stable depuis les années 1980, allant de 3 ‰ au Royaume-Uni à −0,7 ‰ en Allemagne (1,1 ‰ en France). Parmi les dix premières populations immigrées vivant dans l’Union européenne, seules trois sont à majorité musulmane. Pour Liogier, les femmes musulmanes vivant en Europe ont un taux de fécondité en déclin depuis les années 1970, rejoignant celui de la population générale au début des années 2000.
L'historien Ivan Jablonka affirme que « [l]es approximations et les fantasmes qu[e] véhicule Eurabia composent une espèce de politique-fiction qui ferait sourire si elle ne visait pas à attiser la haine. Le lecteur est transporté dans un monde manichéen et fixiste, où le Bien aux prises avec le Mal cherche son champion pour dessiller les foules. Propre à susciter une adhésion de révolte, la fable est d’autant plus expressive qu’elle fait fi de la complexité du monde (...) ».
L'essayiste Caroline Fourest compare la méthode utilisée par Bat Ye’Or dans son ouvrage Eurabia : l'axe euro-arabe à celle de Thierry Meyssan dans L'Effroyable Imposture : « une succession de faits sans rapports les uns avec les autres, que l’auteure imbrique et tord dans tous les sens pour donner le sentiment d’une conspiration ». Nicolas Lebourg renvoie dos à dos le mythe Eurabia et des craintes antérieures : « une sorte de pendant islamophobe au mythe antisémite des Protocoles des Sages de Sion ».
Le journal suédois Dagens Nyheter et The Economist l'ont également critiquée. The Economist qualifie le concept d'Eurabia de « caricature alarmiste », et Matt Carr écrit que « ce qui a commencé comme une théorie conspirationniste farfelue est devenue un dangereux mythe islamophobe ».